# 2005年臺灣燈會
2005年臺灣燈會是2005年（農曆乙酉年，生肖雞）在臺南市舉辦的第16屆臺灣燈會，展覽時間為2005年2月23日至2005年3月6日，於安平區臺南運河畔舉辦。
2005年臺灣燈會是自各縣市輪流舉辦以來第四次舉辦，也是臺南市第一次舉辦。展期共12天，統計約五百萬人次入園賞燈。

## 籌備與營運事記
2005年1月14日，臺灣燈會推出陳壽彝「運、功名、平安」及潘岳雄「財、子（婚姻）、壽」文化祈福燈籠，預定50,000個，於臺南大天后宮文化進行祈福燈籠「平安、功名、開運」開光加持典禮，彩燈在大師陳壽彝彩繪下顯得五彩繽紛同時兼具傳統。
2005年1月26日上午，由臺南市市長許添財等人焚香祝禱舉行安座儀式。
2005年2月22日，進行主燈區表演活動及開燈儀式彩排。
2005年2月23日，陳水扁總統親自到場點燈，在精彩的主燈秀與開幕煙火的照映下為為期12天的燈會揭開序幕。市府表示，燈區將開放到凌晨一點，並預估到今天午夜之前，可以達到三十萬人次。
2005年3月6日，臺灣燈會於十一時的閉幕，因當日人潮眾多，當日更於在閉幕時加演一場煙火秀，為燈會畫下完美句點。營運期間統計遊客約五百萬人次，盛況空前。

## 主燈
鳳鳴玉山

### 介紹
因適逢雞年，且臺南市古稱「鳳凰城」，故以「鳳凰」為主燈主題，取名為「鳳鳴玉山」。主燈總高度達20.1公尺（鳳凰造型高度約13.5公尺，玉山造型高度約3.9公尺，水泥基座高度約2.7公尺），總重量約20噸左右，以不銹鋼沖孔板雕塑外型，五道扭轉鋼片羽翼上，裝設約40,000萬個小碎燈、17,000盞彩燈及37組LED燈703顆燈泡，為歷年燈會主燈燈泡數量最多的一次，並搭配工業研究院光電工業研究所開發之螺旋紋狀全相片，讓主燈夜間展演效果更加璀璨亮麗。為展現主燈多變化之燈效，展演燈效設有1024個迴路，並運用四部電腦控制，用電量為歷年最高。而主燈後半部簡潔有力的五道鋼片，合為展翅飛翔的鳳凰羽翼，寓意全球五大洲同心共求人類永久福址。燈會結束後，原地保存於安平港濱歷史公園，但因長期遭到毀損，内部受損嚴重，且基座嚴重泛黃，最終在2017年（生肖一輪後）拆除。

### 開燈六步驟
1. 玉山鳴鳳
2. 旭日輝光
3. 府城元夜
4. 曲奏韶章
5. 國安民富
6. 世代永昌

### 主燈秀音樂
由國立臺灣藝術大學黃新財老師負責編曲。樂曲配合開燈6步驟，由氣勢磅礡的音樂開場，接上快節奏曲調，再銜接臺灣傳統名謠「桃花過渡」，最後以台灣小調歡樂之節奏結束。其中融合傳統國樂、管弦樂及台灣小調，展現出歡樂吉祥、熱鬧豐腴的年節景象。

## 副燈
- 福臨蓬島
- 光耀寰宇

## 燈區資訊
開燈台
本年度燈會因位於台南，開燈台特別融入台南的古蹟意象做為設計，以紅色做為背板主色調，加上有門環的廟門呈現打開的狀態，而最上方則是傳統的黃色屋瓦屋頂。
祈福燈林
2005年燈會祈福燈林為一帶狀區域，燈區以碎石鋪地，並以保留竹葉的竹子搭起，竹子與竹子間上方懸掛兩排燈籠，樣式為傳統淡黃燈籠。
光環境
本年度燈會舉辦地位於水岸旁，因此光環境則沿著岸邊分為兩側形成光廊，外側採用高低起伏骨架，內側以多角度的曲折的板面擬態石洞，兩者運用青綠色燈幕營造出雙層山林的意象，而一旁拋石岸則鋪設藍綠色彩燈點綴。
歡樂燈區
由各民營遊樂業者、國外駐台觀光推廣機構及相關企業所贊助，本年度共有18座。
傳統燈區
以台灣歷史為設計主題，共有由12位知名燈藝師製作的大型花燈組成。
宗教燈區
邀集府城中各具代表性的宗教團體參與設計。
藝術燈區
以安平追想曲設計，希望以「光」尋找安平的過去與未來。
原住民燈區
為台灣燈會首次設計，主燈的造型是一位拿著弓箭的原住民勇士，捍衛台灣這塊土地，在基座部份，則裝置有各族的照片。
競賽燈區
來自全國國小、國中、高中製作，共計937件。
環保燈區
亦為台灣燈會首次設計，由台南市區里民眾、地方環保團體自行以回收光碟片、保麗龍、保特瓶等廢棄材料作成的花燈。主花燈由十萬個保特瓶所製造而成。
水上燈船
台南天后宮更特地邀請安平藝匠的師父打造兩艘具有民俗信仰的燈船，一艘是以媽祖海上救難故事為主軸，另一艘則是觀音菩薩的雕像，兩艘船行駛在港區，閃爍的霓虹燈和倒影相互輝映，更增添台南運河獨特的風情，讓台灣燈會更有地方特色。

## 燈會重大變革
台灣燈會本屆起正式創立自己的Logo，為「暈出黃色光芒的紅色燈籠」的設計，持續沿用至今，除了建立自己的品牌並增進民眾的認同感。

## 燈會紀錄

### 歷年首創
1. 為展現燈會之科技效應，同時也配合現場環境，將2000年起規劃的「許願燈」燈廊改造，以大量相同燈籠為單位，向四周延伸架設，形成一片數以萬計的「祈福燈」燈海，並定名為「祈福燈林」，民眾可以於下方綁上祈福卡，其燈籠樣式也隨舉辦縣市不同，而以當地的特色來設計，祈福燈林在主燈展演時，將會隨音樂進行燈光律動表演。[10]
2. 首次增加了原住民燈區及環保燈區，展現台灣多元種族及文化的融合，及對環保及再生能源的重視。

### 歷年之最
1. 燈泡最多：歷年燈會主燈燈泡數量最多的一次。
2. 用電最多：用電量為歷年最高。
3. 造型獨特：主體簡潔有力，且主燈主體大於八卦基座。
4. 天數最長：自臺灣燈會舉辦以來，展出天數最長，共計12天。

## 外部連結
- 台灣燈會首頁 （页面存档备份，存于）